# Рибалочка малазійський
Риба́лочка малазійський (Alcedo peninsulae) — вид сиворакшоподібних птахів родини рибалочкових (Alcedinidae). Поширений у Південно-Східній Азії.

## Поширення
Ареал виду простягається від південної М'янми (Тенассерім), через півострівний Таїланд до Малайзії (включаючи Сабах і Саравак на Борнео), Брунею, Калімантану та Суматри (Індонезія). Як правило, він рідкісний, але локально досить поширений на півострові Малайзія та на Борнео, рідко зустрічається в М'янмі, в Таїланді та Суматрі. Його природні місця існування — це субтропічні або тропічні вологі рівнинні ліси, субтропічні або тропічні мангрові ліси та річки.

## Опис
Це маленький, досить темний рибалочка. Самець дуже характерний, із широкою синьо-зеленою смугою на білих грудях. Самка з помаранчевим животом; відрізняється від блакитного рибалочки (A. atthis) тьмянішим, темнішим забарвленням і відсутністю яскравої біло-помаранчевої плями позаду ока.